# ELP5
ELP5 (англ. Elongator acetyltransferase complex subunit 5) – білок, який кодується однойменним геном, розташованим у людей на короткому плечі 17-ї хромосоми. Довжина поліпептидного ланцюга білка становить 316 амінокислот, а молекулярна маса — 34 841.
| 10         |  | 20         |  | 30         |  | 40         |  | 50         |
| ---------- |  | ---------- |  | ---------- |  | ---------- |  | ---------- |
| MTPSEGARAG |  | TGRELEMLDS |  | LLALGGLVLL |  | RDSVEWEGRS |  | LLKALVKKSA |
| LCGEQVHILG |  | CEVSEEEFRE |  | GFDSDINNRL |  | VYHDFFRDPL |  | NWSKTEEAFP |
| GGPLGALRAM |  | CKRTDPVPVT |  | IALDSLSWLL |  | LRLPCTTLCQ |  | VLHAVSHQDS |
| CPGDSSSVGK |  | VSVLGLLHEE |  | LHGPGPVGAL |  | SSLAQTEVTL |  | GGTMGQASAH |
| ILCRRPRQRP |  | TDQTQWFSIL |  | PDFSLDLQEG |  | PSVESQPYSD |  | PHIPPVDPTT |
| HLTFNLHLSK |  | KEREARDSLI |  | LPFQFSSEKQ |  | QALLRPRPGQ |  | ATSHIFYEPD |
| AYDDLDQEDP |  | DDDLDI     |  |            |  |            |  |            |

A: Аланін

C: Цистеїн

D: Аспарагінова кислота

E: Глутамінова кислота

F: Фенілаланін

G: Гліцин

H: Гістидин

I: Ізолейцин

K: Лізин

L: Лейцин

M: Метіонін

N: Аспарагін

P: Пролін

Q: Глутамін

R: Аргінін

S: Серин

T: Треонін

V: Валін

W: Триптофан

Кодований геном білок за функцією належить до фосфопротеїнів. 
Задіяний у таких біологічних процесах, як транскрипція, регуляція транскрипції, альтернативний сплайсинг. 
Локалізований у цитоплазмі, ядрі.